# Großsteingräber bei Meßdorf
Die Großsteingräber bei Meßdorf waren drei mögliche megalithische Grabanlagen der jungsteinzeitlichen Tiefstichkeramikkultur bei Meßdorf, einem Ortsteil von Bismark (Altmark) im Landkreis Stendal, Sachsen-Anhalt. Alle drei wurden wohl spätestens im 19. Jahrhundert zerstört. Beschreibungen zu den Anlagen liegen nicht vor, ihre mögliche Existenz ist nur durch die Bezeichnungen „kleines Hühnerland“, „altes Hühnerland“ und „neues Hühnerland“ auf einem historischen Messtischblatt belegt.